# 자동 번호판 인식

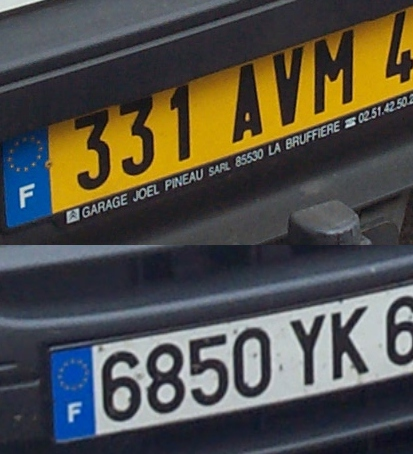

자동 번호판 인식(Automatic number-plate recognition, ANPR)은 이미지의 광학 문자 인식을 사용하여 차량 번호판을 읽고 차량 위치 데이터를 생성하는 기술이다. 기존 폐쇄회로 텔레비전, 교통규칙 집행 카메라 또는 작업을 위해 특별히 설계된 카메라를 사용할 수 있다. ANPR은 차량 등록 또는 허가 여부 확인을 포함하여 법 집행 목적으로 전 세계 경찰에 의해 사용된다. 또한 유료 도로의 전자 요금 징수 및 고속도로 기관 등의 교통 흐름 목록 작성 방법으로도 사용된다.
자동 번호판 인식 기능을 사용하여 카메라로 캡처한 이미지와 번호판의 텍스트를 저장할 수 있으며, 일부는 운전자 사진을 저장하도록 구성할 수 있다. 시스템은 일반적으로 적외선 조명을 사용하여 카메라가 낮이나 밤 언제든지 사진을 찍을 수 있도록 한다. ANPR 기술은 장소에 따른 판의 변화를 고려해야 한다.
개인 정보 보호 문제는 정부가 시민의 움직임을 추적하고, 오인, 높은 오류율, 정부 지출 증가 등 ANPR에 대한 우려를 불러일으켰다. 비평가들은 이를 대중감시의 한 형태로 묘사했다.

## 같이 보기
- 얼굴 인식 시스템
- 인공지능의 개요